# Travessia do rio Ave (1809)
O marechal Nicolas Jean de Dieu Soult, comandante do II CE, tinha invadido Portugal (ver Segunda Invasão Francesa). O seu objectivo era chegar ao Porto e daí partir em direcção a Lisboa. Entrou em Portugal pelo vale do rio Tâmega e em 12 de Março de 1809 ocupou Chaves. As forças do general Silveira, que se encontravam na cidade, foram obrigadas a retirar para a região de Vila Real. Soult decidiu atravessar a Serra da Cabreira e, a partir de Braga, aproveitar as estradas que lhe permitiam um movimento mais fácil e mais rápido até ao Porto.
Soult ocupou Braga no dia 20 de Março após ter derrotado as forças portuguesas na Batalha do Carvalho d'Este. No dia 25 de Março iniciou o movimento em direcção ao Porto deixando em Braga a Divisão de Infantaria de Heudelet com a finalidade de proteger os doentes e feridos que aí ficavam bem como alguns abastecimentos e defender a retaguarda de Soult contra as forças do general José António Botelho de Sousa e Vasconcelos que operavam na região Norte do Minho. Pelo caminho tinha ainda um obstáculo: o Rio Ave.
O Rio Ave passa cerca de 6 km a norte de Guimarães e tem um afluente, o Rio Vizela, que passa a 3 km a norte de Negrelos. Passa depois por Santo Tirso, Ponte da Lagoncinha em Lousado, Barca de Trofa e Ponte do Ave. A norte de Guimarães e de Negrelos e nas povoações indicadas existiam pontes e vaus que permitiam a travessia do Rio Ave e do Rio Vizela. Estas passagens encontravam-se defendidas pelos ordenanças da região, muitos deles sobreviventes da Batalha de Carvalho d'Este. Tomando conhecimento da ocupação de Braga pelos franceses o bispo do Porto enviou reforços para guarnecerem as posições de Trofa e Ponte do Ave.
Para chegar ao Porto, Soult dividiu as suas forças por três itinerários: o primeiro ia de Barcelos ao Porto e atravessava o Rio Ave em Ponte do Ave; o segundo ia de Braga ao Porto e cruzava o Ave em Barca de Trofa; o terceiro ia de Braga a Guimarães atravessando o Ave a norte de Guimarães, e desta cidade a Santo Tirso, passando por Negrelos, onde atravessava o Rio Vizela; de Santo Tirso seguia directo para o Porto. Os dois primeiros itinerários eram materializados por boas estradas que permitiam movimentar com facilidade as tropas, a artilharia e os trens. Por isso era aí que se esperava que os franceses passassem e, assim, foi para as respectivas passagens do Ave que foram enviados os reforços. A terceira estrada era de qualidade muito inferior e por isso foi assumido que os franceses não a utilizariam.

## As forças em presença
As forças portuguesas que guarneciam as passagens — pontes e vaus — em Negrelos, Santo Tirso, Lagoncinha, Barca de Trofa e Ponte do Ave, estavam guarnecidas maioritariamente por ordenanças que voluntariamente acorreram a defender aquelas posições com todas as deficiências de armamento, organização e disciplina destas tropas irregulares. Não lhes faltava, no entanto, determinação. É muito difícil, senão impossível, determinar os seus efectivos. Os reforços enviados do Porto eram artilharia e milícias.
As forças francesas que marchavam em direcção ao Porto eram as que a seguir se indicam mais 54 bocas de fogo de artilharia:
| Unidades                                            | Comando            | Efectivos |
| --------------------------------------------------- | ------------------ | --------- |
| 1.ª Divisão de Infantaria                           | General Merle      | 13.000    |
| 2.ª Divisão de Infantaria                           | General Mermet     | 13.000    |
| 3.ª Divisão de Infantaria                           | General Delaborde  | 13.000    |
| Corpo de Cavalaria – 4 regimentos                   | General Franceschi | 3.000     |
| 3.ª Divisão de Cavalaria – da Reserva de Cavalaria  | General Lahoussaye | 3.000     |
| Brigada de Cavalaria - Da Divisão do general Lorges |                    | 3.000     |

## As operações
Para a marcha em direcção ao Porto, Soult decidiu dividir as suas forças em três colunas. A Brigada de Dragões do general Lorges que tinha sido enviada a explorar o vale do Cávado entre Braga e Barcelos recebeu a missão de avançar pela estrada mais ocidental, de Barcelos ao Porto passando por Ponte do Ave. Pela estrada que ia de Braga ao Porto passando por Barca de Trofa seguiu a Divisão de Cavalaria de Lahoussaye, as Divisões de Infantaria de Delaborde e de Merle e Soult com o seu estado-maior. Pela estrada que passava por Guimarães seguiram a cavalaria de Franceschi e a Divisão de Infantaria de Mermet.

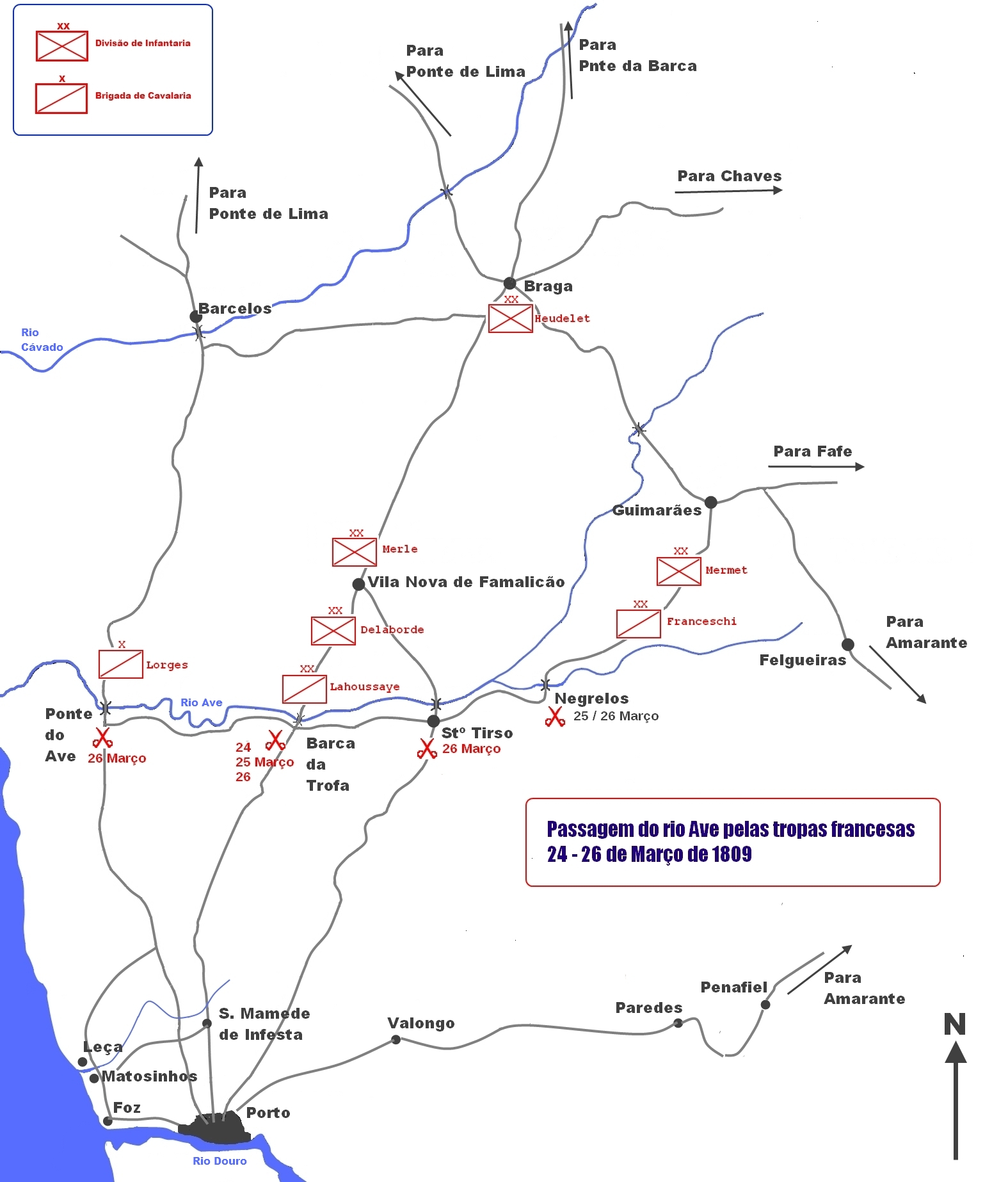
Mapa representando o dispositivo das tropas francesas durante a travessia do rio Ave, Segunda Invasão Francesa, Março de 1809.

A Divisão de Cavalaria de Lahoussaye saiu de Braga a 25 de Março para Vila Nova de Famalicão, onde passou sem dificuldades. No dia seguinte fez uma tentativa para atravessar o açude de Barca de Trofa, mas foi parada por parte das tropas de milícias que para ali tinham sido enviados do Porto, com alguma artilharia e apoiados pelos ordenanças da região. Não estando disposto a perder homens na travessia do rio Ave que em março é muito caudaloso, no dia 26, Soult mandou dirigir as suas tropas pela margem direita rio acima até à ponte da Lagoncinha, em Lousado. Ali, as forças irregulares, onde se incluíam moradores locais muito determinados, ofereceram uma forte resistência, conforme o marechal Soult escreveu nas suas Memórias. Devido à desproporção de meios, o exército francês conseguiu passar a ponte do rio Ave e seguiu na direção da Trofa, onde não encontrou oposição das forças defensoras que tinham estado no lugar da Barca, encontrando-se o caminho livre para os franceses se dirigirem para o Porto.
A Divisão de Mermet e a cavalaria de Franceschi atravessaram o Rio Ave na ponte a norte de Guimarães e a resistência que encontraram foi afastada com alguma facilidade. Dirigiram-se para Sul e uma força avançada ocupou a ponte a norte de Negrelos, sobre o Rio Vizela, mas na noite de 25 para 26, a população daquele sítio conseguiu expulsar os franceses para a margem norte. A ponte foi reconquistada no dia 26 pela Brigada de Infantaria do general Jardon (da Divisão de Mermet) que aí perdeu a vida. Depois de conquistada a ponte, a cavalaria de Franceschi dirigiu-se em direcção a Santo Tirso em acção de reconhecimento da estrada que seguia para Oeste ao longo da margem Sul do Ave. Ao chegarem àquela povoação atacaram o flanco das forças que defendiam a Ponte de S. Justo e que foram, então obrigadas a retirar. Imediatamente desencadearam uma acção idêntica em Barca de Trofa.
Entretanto, no itinerário mais a Ocidente, a Brigada de Cavalaria de Lorges encontrou também dificuldade em Ponte do Ave e Soult destacou em seu apoio algumas forças. Os defensores, ao tomarem conhecimento que os franceses tinham atravessado o rio mais acima, decidiram retirar para o Porto. Soult ficava agora com o caminho livre de obstáculos até ao Porto. No dia 27 de manhã, encontrava-se à vista das obras defensivas da cidade.